# كأس يوغوسلافيا 1969–70
كأس يوغوسلافيا 1969–70 هو الموسم 23 من بطولة كرة القدم الأوكرانية للهواة ‏. أشرف على تنظيمه اتحاد صربيا لكرة القدم، وكان عدد الأندية المشاركة فيه 2610، وفاز فيه النجم الأحمر بلغراد.